# 法国犹太人大屠杀
法国犹太人大屠杀发生于二战德国占领法国期间。迫害开始于1940年，1942年法国的犹太人开始被遣送出境。1940年法国本土有约340,000名犹太人，其中至少75,000人被送入集中营，其中约72,500人遇难，法国维希政府和警察也参与了这些行动。不过虽然遣送的犹太人大多遇难了，但留在法国的犹太人有75%活了下来，存活率居欧洲前列。